# Carção
Carção est un village (freguesia) du Portugal faisant partie de la municipalité de Vimioso dans le District de Bragance.
Le village qui comportait 525 habitants (2001) ; 419 habitants (au 30 juin 2011) et 388 habitants (2021) est situé au Nord -Est du pays dans la province de Tras-os-Montes.

## Toponymie
En ce qui concerne sa toponymie, Carção semble dériver de Garçom, qui signifie jeune homme, puisque l'évolution de G à C est fréquente en portugais. Dans un document de 1187, il est appelé Carzom ; en 1914, il apparaît sous la forme de Carceo ; dans les Inquirições, Carzom, Carceon et Carcion ; et, en 1530, il était déjà Carçom. L'évolution régulière vers la forme actuelle du Carção est notoire.

## Géographie
Carção est situé à la jonction des villages d'Argozelo et de Santulhão, et constitue un arrêt obligatoire pour ceux qui se rendent au chef-lieu de la région, dont il est distant de 10 kilomètres. Ses limites sont les paroisses d'Argozelo, Pinelo, Vimioso, Santulhão et les terres de la municipalité de Bragança. Il appartenait à l'ancien comté d'Outeiro, disparu en 1855, après avoir été intégré au comté de Vimioso 
.

## Population
| Population de la paroisse de Carção . | Population de la paroisse de Carção . | Population de la paroisse de Carção . | Population de la paroisse de Carção . | Population de la paroisse de Carção . | Population de la paroisse de Carção . | Population de la paroisse de Carção . | Population de la paroisse de Carção . | Population de la paroisse de Carção . | Population de la paroisse de Carção . | Population de la paroisse de Carção . | Population de la paroisse de Carção . | Population de la paroisse de Carção . | Population de la paroisse de Carção . | Population de la paroisse de Carção . | Population de la paroisse de Carção . |
| ------------------------------------- | ------------------------------------- | ------------------------------------- | ------------------------------------- | ------------------------------------- | ------------------------------------- | ------------------------------------- | ------------------------------------- | ------------------------------------- | ------------------------------------- | ------------------------------------- | ------------------------------------- | ------------------------------------- | ------------------------------------- | ------------------------------------- | ------------------------------------- |
| 1864                                  | 1878                                  | 1890                                  | 1900                                  | 1911                                  | 1920                                  | 1930                                  | 1940                                  | 1950                                  | 1960                                  | 1970                                  | 1981                                  | 1991                                  | 2001                                  | 2011                                  | 2021                                  |
| 1397                                  | 1499                                  | 1443                                  | 1343                                  | 1423                                  | 962                                   | 1011                                  | 1161                                  | 1180                                  | 1310                                  | 977                                   | 771                                   | 612                                   | 525                                   | 419                                   | 388                                   |